# Pedro Somera Abad
Pedro Somera Abad (Málaga, 22 de enero de 1949) es un pintor y grabador español. Su obra abarca la pintura al óleo con técnicas mixtas, elaborando sus propias pinturas al temple, usando yema de huevo barniz de almendras y agua,  y aceite de Danmar con pigmentos, sobre maderas, preparadas  con base de yeso blanco, y alistonadas, dibujos a plumillas y bolígrafo. Dentro de estas facetas ha desarrollado pinturas abstractas, bodegones, retratos y todas ls teméticas plásticas, especializándose después en las técnicas de grabado de paisajes y escenas populares de ciudades andaluzas de los siglos XVIII, XIX y XX, especialmente de su Málaga natal.

## Vida y obra
Inició su aprendizaje de pintura al óleo con 14 años junto al pintor Juan Baena. Casi a la par, con 16 años, estudió dibujo en la escuela de Bellas Artes de Málaga. Más adelante estudió las técnicas del grabado en 1979 en el taller del pintor-grabador José Bonilla natural de Vélez-Málaga.
Las obras más conocidas de Somera son:
- Retratos de los rectores de la universidad de Málaga.
- Dibujo de Beethoven de 1,30 x 1,96 metros hecho a bolígrafo (7 bolígrafos según el autor) en 1972. Posteriormente fue donado por el autor al "Colegio Municipal De Música" De Ronda en la Navidad de 2007.
- Destaca en su obra la gran cantidad de sus grabados elaborados con técnicas de aguafuerte, punta seca y al aguatinta. Sus temas principales son las colecciones de motivos de la Málaga Antigua, unas 107 planchas, tamaños pequeños medianos y grandes de los siglos XVIII, XIX y XX. Colección de Oficios que consta de 1000 planchas originales, siguiendo la línea de la xilografía medieval, cuenta con una pequeña colección de motivos medievales y antiguos, como Durero, Goya,y Doré, Temas originales de estampas modernas con entramados y diferentes placas, Grupo de Andalucía con personajes arrimados a la tauromaquia,grabados en monotipos  de gran formato,

## Selección de Exposiciones Individuales
- 1969 Galería Picasso, Málaga.
- 1971 Galería Picasso, Málaga. Sociedad Amigos del País, Málaga.
- 1972 Centro Artístico, Granada. Casa de Málaga en Madrid.
- 1973 Galería Hotel Meliá, Granada.
- 1976 Galería Liceo de Málaga.
- 1977 Galería Malacke, Málaga, Galería Manuela, Córdoba. Galería Cluix, Sevilla.
- 1978 Galería Goya-2 Valencia. Galería Larra, Granada. Galería Charo Yagüe, Madrid.
- 1979 Galería Studium, Valladolid.
- 1979 Miembro fundador del TALLER 7/10. Málaga.
- 1980 Galería Goya-2, Valencia. Galería Ateneo de Málaga.
- 1981 Galería E. Behren, Ginebra (Suiza). Galería Caja Provincial, Velez-Málaga.
- 1982 Galería Goya-2, Valencia.
- 1983 Exposición Antológica (1965-1982) en la Sociedad Económica de Amigos del País, patrocinada por la Universidad de Málaga en el X ANIVERSARIO de su fundación.
- 1983 Galería Margall, Oviedo.
- 1984 Galería Goya-2, Valencia
- 1985 Galería Vin & Kunst, Aarhus (Dinamarca).
- 1986 Galería Goya-2, Valencia. Galería Caja Antequera, Málaga.
- 1987 Galería Torres Begué, Madrid.
- 1989 Caja de Ronda, Torre del Mar, Málaga. Instala el Taller de Grabados con 250 planchas en calle Correo Viejo, Málaga.
- 1991 Cortijo Bacardí, Málaga.
- 1992 Galería Jesús Puerto, Granada.
- 1996 Galería Fuerte Bezmiliana, Rincón de la Victoria , Málaga.
- 1997 Cambia el Taller de Grabados con 437 planchas en La Carihuela (Torremolinos).
- 2001 Con su hija, Yandira Somera fundó la sociedad "GRABADOS-SOMERA".
- 2005 En el mes de marzo instala el nuevo taller en la Monumental ciudad de RONDA.

## Selección de premios y colectivas
- 1964 Primer Premio, VIl Certamen Juvenil, Málaga. Premio de Dibujo Escuela de Bellas Artes, Málaga.
- 1965 XXVII Exposición Educación y Descanso, Málaga. Casa de la Cultura, Málaga. Primer Premio, VIII Certamen Juvenil, Málaga. XXIX Exposición de Dibujos, Málaga. Exposición Nacional, Certamen Juvenil, Madrid.
- 1966 Rincones Malagueños, Málaga. XXX Exposición Educación Descanso, Málaga.
- 1967 Segundo Premio XXXI Expo, Educ. Descanso, Málaga. Primer Premio Ministerio de Turismo, Torremolinos. Premio mejor cuadro-figura Certamen Juvenil, Málaga. Premio de Honor, I Certamen "La Buena Sombra", Málaga.
- 1968 Matrícula de Honor, Escuela Bellas Artes, de Málaga. Primera Medalla, Educación y Descanso, Málaga. Tercer Premio de Pintura, Ayuntamiento de Melilla.
- 1970 Colectiva Nacional, E.D. Salamanca. Primer Salón Universidad, Granada. Primeras Medallas, E.D. Málaga. Pintores malagueños, Archidona, Málaga
- 1972 Galería Picasso, Málaga I Bienal de Arte, Marbella.
- 1973 Primer Premio Pintura, Ayuntamiento, Melilla. Segundo Premio Dibujo, Ayuntamiento, Melilla.
- 1974 "El Arte de la Ilustración" sobre la obra de García Lorca, Exposición, itinerante por la Fundación Rodríguez Acosta de Granada, en: Instituto Español de Londres. Hotel Okura, Ámsterdam. Holanda. Museo Bellas Artes, Santiago de Chile. Museo Valparaíso, Santiago de Chile. Librería Española, Buenos Aires. Mar de Plata. Córdoba. Santiago del Estero. San Juan y San Pedro, Argentina.
- 1975 Segundo Premio Dibujo, Ayuntamiento, Melilla. Primeras Medallas, Málaga. Galería, Díaz Larios, Málaga.
- 1976 Premio, REAL ACADEMIA BELLAS ARTES DE SAN TELMO, Málaga.Colectiva Beca Picasso, Ayuntamiento, Málaga XXV Salón de Otoño, Sevilla.
- 1977 Medalla de Bronce, III Exposición Nacional Sevilla. Beca Picasso, Ayuntamiento, Málaga. XXVIII Salón de Arte, Puertollano, Ciudad Real. Galería Malake, Málaga.
- 1978 V Bienal del Tajo, Toledo
- 1979 Primer Premio Dibujo, Radio Suecia, Estocolmo.
- 1981 Galería Motte. Ginebra, Suiza. Galería Ferrero, Ginebra, Suiza. ICENTENERIO DE PICASSO, (Museo de Bellas Artes), Ministerio de Cultura, Málaga.
- 1982 Homenaje a Picasso (Museo Diocesano), Málaga. IV Bienal de Barcelona. Muestra Arte Contemporáneo (La Cónsula), Málaga.
- 1983 XXXI Salón Nacional de Otoño, Sevilla. VIl Bienal Internacional, Marbella. Medalla "Aportación al surrealismo en Málaga".
- 1984 I Feria Internacional "INTER-ARTE", Valencia. XXV Certamen Nacional de Jerez. IV Bienal de Barcelona. Premio de Dibujo Rafael Zabaleta, Quesada, Jaén. VIl Certamen Eusebio Sempere, Onil, Alicante.
- 1985 II Feria Internacional "INTER-ARTE", Valencia. VIl Bienal Internacional de Marbella. V Bienal de Barcelona.
- 1986 Autorretratos de pintores malagueños, Colegio Arquitectos, Málaga.
- 1988 Segundo Premio, Bacardí.
- 1989 Tercer Premio, Bacardí.
- 1992 Certamen Bellas Artes, Grabados, Ateneo, Sevilla.
- 1995 "Estampado en Málaga" Universidad de Málaga. 2002. " 6X4 " Estampado en Málaga, ISEL, Diputación, Málaga. El Enigma de Marbella, Museo Cortijo Miradores, Marbella.